# کهور جنگلی
کهور جنگلی (نام علمی: Prosopis glandulosa) نام یک گونه از سرده کهور است.